# 美川村 (岡山県小田郡)
美川村（みかわそん / みかわむら）は、岡山県小田郡にあった村。現在の小田郡矢掛町の一部にあたる。

## 地理
吉備高原の南端に位置し、中央を美山川が南流していた。

## 歴史
- 1889年（明治22年）6月1日、町村制の施行により、小田郡上高末村（一部、麦草を除く）、下高末村、宇角村、内田村が合併して村制施行し、美川村が発足[1][2]。旧村名を継承した上高末、下高末、宇角、内田の4大字を編成[2]。
- 1954年（昭和29年）5月1日、小田郡矢掛町、三谷村、山田村、川面村、中川村と合併し矢掛町が存続して廃止された[1][2]。合併後、矢掛町大字上高末・下高末・宇角・内田となる[2]。

### 地名の由来
美山川による。

## 産業
- 農業、麦稈、経木真田、マツタケ[2]

## 教育
- 1890年（明治23年）高末小学校、内田小学校が合併し尋常美川小学校設立[2]。1893年（明治26年）美川尋常小学校に改称[2]。1909年（明治42年）高等科を併設し美川尋常高等小学校に改称[2]。